# Олег Брейн
Олег Божинський, більш відомий як Олег Брейн (нар. 30 листопада 1990, Одеса) — український російськомовний летсплеєр, відеоблогер, стрімер. Засновник і ведучий власного YouTube-каналу TheBrainDit.

## Життєпис
Закінчивши школу, майбутній відеоблогер переїхав до Києва, де почав заробляти життя дубляжем рекламних роликів.
22 вересня 2011 року створив YouTube-канал з назвою TheBrainDit. Відео з проходженням різних відеоігор під коментарі швидко принесли Олегу, який не розкривав свою особу, широку популярність серед геймерської аудиторії.
Після повномасштабного вторгнення Росії в Україну припинив випуск відеороликів на YouTube-каналі на деякий час, але після повернення 22 квітня в ігровому відео по грі Hello Neighbor 2 Beta звернувся до українців зі словами підтримки. Також регулярно займається зборами на допомогу ЗСУ в телеграм каналі.

## Творчість
Найпершим відео на каналі Олега стало огляд на Battlefield 3 Open Beta, багато хто лише здогадувався, що він живе в Україні, оскільки його перший нікнейм у перших відео по Battelfield закінчувався на UA (код України), потім пішли відео проходження по грі Rage та тільки потім він почав викладати відео з проходження гри «Angry Birds Seasons», які звичайно не зібрали мільйони переглядів.
Після цього наступним лестплеєм Брейна стала гра The Elder Scrolls V: Skyrim, після якої Олег продовжував робити відео, які збирали хорошу кількість переглядів і підписників, яким дуже подобався гумор Олега.
Свої перші відео Олег видалив з незрозумілих причин, що пов'язують з початком жорсткої політики YouTube щодо авторських прав.
Також Брейн відомий своєю довгою чергою розважальних роликів у грі GTA ONLINE, чисельність яких понад чотирьохсот серій.
Його YouTube-канал наразі є активним. Станом на березень 2023 року має 8,37 млн підписників і понад 3 млрд переглядів.

## Розкриття особи
Особу анонімного лестплеєра було розкрито наприкінці листопада 2016 року, коли хакери зламали електронну пошту його дівчини Дарії Рейн та виявили там скани закордонних паспортів відеоблогера та його коханої, які виклали в Інтернет, що створило резонанс з 24 листопада 2016 року. спочатку Олег ніяк не коментував цю подію, але 14 грудня 2016 року Олег виклав подкаст 18, де він подякував своїй аудиторії за позитивну реакцію та підтримку у зв'язку з розкриттям особи.
У травні 2017 року на фестивалі ютуберів «ВідеоЖара» нарешті представився публіці, тим самим показавши своє обличчя. Надалі Олег почав записувати відео із веб-камерою.

## Особисте життя
Відеоблогер бажає не розповсюджуватися своє особисте життя. Зустрічається із Дар'єю Рейн, відеоблогеркою із Києва.

## Нагороди
- Срібна кнопка YouTube (2013)[2]
- Золота кнопка YouTube (2014)[2]
- Переможець у номінації «Лайк за ігри» на фестивалі «Відфест 2015».[11]